# Седьмое знамение
«Седьмое знамение» — кинофильм.

## Сюжет
Надвигается конец света, которому предшествуют семь знамений. Шесть знамений уже произошли, и должно произойти последнее, самое страшное — пока ещё не рожденный ребёнок, которого носит под сердцем Эбби Куинн. Он может не родиться, ведь в преддверии конца света не останется свободных и чистых душ, которые даются новорождённым, если никто из живых людей не предложит ему свою.

## В ролях
- Майкл Бин — Рассел Куинн
- Деми Мур — Эбби Куинн
- Юрген Прохнов — Дэвид Бэннон
- Питер Фридман — отец Луччи